# Temür kán
Temür vagy Timur (meghalt: 1412) az Arany Horda kánja.
Temür a fia volt Temür Kutlug kánnak. Az Arany Horda trónján ekkoriban gyengekezű kánok ültek, akik helyett a valódi hatalmat Edögej emír birtokolta. A történészek feltételezik, hogy 1410-re Edögej fia, Núr ad-Dín is megerősödött és vetélkedni kezdett apjával. Temür Núr ad-Dín támogatottja lehetett, mert már 1406-ból is ismert a nevét viselő pénzérme a Krímről, de ekkor a trónra még Edögej bábja, Temür bátyja, Pulad került.
Pulad 1410-ben meghalt (feltehetően nem természetes úton) és Núr ad-Dín nyíltan fellépett apja ellen, Temürt ültetve a trónra és feleségül adva hozzá nővérét. Edögej nem akart a fia ellen harcolni és inkább visszavonult Horezmbe. Núr ad-Dín és Temür, megelőzendő a későbbi bonyodalmakat az üldözésére indult és amikor Horezm környékén utolérték az emírt, rátámadtak és szétverték csapatait. Edögej maradék híveivel a városba menekült, amit a kán ostrom alá vett.
Míg a Horda kánja Közép-Ázsiában időzött, a Vytautas litván nagyfejedelem által támogatott Dzsalál ad-Dín, Toktamis kán fia, Kijevből az Arany Horda fővárosába vonult és kánná kiáltotta ki magát. 1412 elején Temürt a saját hadvezére, Gazan meggyilkolta és utána átállt Dzsalál-ad-Din szolgálatába.  